# Стадольский, Александр Андреевич
Александр Андреевич Стадольский (1834—1897) — русский государственный деятель, сенатор. Тайный советник.

## Биография
Родился 3 (15) июля 1834 года. 
В службу вступил 26 мая 1856 года после окончания Императорского училища правоведения; 16 декабря 1859 года вышел в отставку.
В 1861 году состоял мировым посредником, а затем непременным членом Псковского по крестьянским делам присутствия.
После судебной реформы был назначен товарищем прокурора Санкт-Петербургского окружного суда. Потом последовательно занимал должности прокурора Тверского окружного суда, товарища прокурора Московской судебной палаты, товарища обер-прокурора Уголовного кассационного департамента Сената, председателя Уголовного апелляционного департамента Варшавской судебной палаты; с 26 мая 1876 года имел чин действительного статского советника.
Затем занимал должность старшего председателя Одесской судебной палаты; 15 мая 1883 года был произведён в тайные советники.
Был старшим председателем Виленской судебной палаты.
С 18 ноября 1894 года был назначен к присутствованию в 5-м департаменте Сената.
Умер 24 февраля (8 марта) 1897 года. Похоронен на кладбище Новодевичьего монастыря.
Имел дочь Александру.

## Награды
- орден Св. Станислава 2-й ст. (1864)
- орден Св. Станислава 1-й ст. (1879)
- орден Св. Анны 1-й ст (1881)
- орден Св. Владимира 2-й ст. (1887)
- орден Белого орла (1891)
- орден Св. Александра Невского (01.01.1896)